# Angarozonium amurense
Angarozonium amurense är en mångfotingart som först beskrevs av Gerstfeldt 1859.  Angarozonium amurense ingår i släktet Angarozonium och familjen koppardubbelfotingar. Inga underarter finns listade i Catalogue of Life.